# Espita
Espita est une ville située dans l'état mexicain du Yucatan, situé sur la zone de la côte Est ou la région I du même État. Il a une hauteur moyenne de 15 mètres et est située à une distance de 162 km de la ville capitale de l'État, Mérida, à 45 km de Chichén Itzá, Ek' Balam 21 km et 22 km de Tizimín.
Au cours de la période pré-hispanique, le site où s'élève aujourd'hui le village appartenait à la province de l'cupules. À l'arrivée des Espagnols a établi le système de l'encomienda, dans la ville au cours de 1549. Depuis la colonisation bruts bâtiments ont été construits, dont l'église dédiée à Joseph de Nazareth, et maintenant se tenir debout grâce à la maintenance donnée par les autorités municipales.
Aujourd'hui, c'est la quatrième ville la plus peuplée dans l'est du Yucatan, qu'après Valladolid, Tizimín et Chemax.